# Antoine I de Lalaing
Antoine de Lalaing, conde de Hoogstraten, en Flandes. (Lallaing, Francia, c. 1480 – Gante, Bélgica, 2 de abril de 1540) fue un cortesano y secretario del tesoro de los Países Bajos.
Hijo de Josse, que fue preceptor de Felipe el Hermoso y murió en combate en 1483, y de Bonne de La Viefville. Antoine de Lalaing pertenecía a una de las familias más reconocidas de los Países Bajos, que estaba al servicio del duque de Borgoña. Heredó de su padre los dominios que llevan su mismo nombre, por el que le solían designar, y que estaban situados en Henao.
Su matrimonio (1509) con Elisabeth de Culemborg no tuvo descendencia, pero le aportó las propiedades de Hoogstraten y de Culemborg (Brabante). La primera fue convertida en condado por Carlos V en 1518.
Los contactos directos de Antoine de Lalaing con España apenas se limitaron al viaje que realizó a la Península en compañía de Felipe el Hermoso en 1501- 1503 y del que ha dejado “memoryéz par escript”, un diario que enumera con enorme precisión acontecimientos, nombres y lugares. Gracias a esta obra es posible, sobre todo, fijar el itinerario seguido por el archiduque y su corte. Su atribución al señor de Montigny es prácticamente segura, aunque Coenen, último biógrafo de Antoine de Lalaing hasta la fecha, opina que no fue su autor directo, sino que encargó a alguien la redacción del diario: su estructura y su estilo parecen más propios de alguien que relata lo que otro le va contando, que habría recopilado los recuerdos del joven señor. Sin embargo, parece mucho menos probable aún que el relato anónimo que describe el segundo viaje de Felipe el Hermoso a España (1506) haya sido escrito por Lalaing o realizado a instancias suyas; es más plausible que su autor sea un secretario asociado a la actividad diplomática. En cualquier caso, la hipótesis de que su autor sea el mismo Lalaing no puede descartarse del todo. El tono del narrador del segundo viaje trasluce un tinte nobiliario y un interés por los asuntos financieros que encajan muy bien con la personalidad del señor de Hainaut.
De octubre de 1503 a octubre de 1514, Antoine de Lalaing desempeñó la función de consejero chambelán de Felipe el Hermoso, mantuvo su cargo con Carlos V, quien lo ascendió a 2.º chambelán (diciembre de 1513).
Pero el momento culminante de su ascensión llegó justo después de la emancipación del joven príncipe en 1515.
Éste le nombró secretario del tesoro (marzo de 1515) y pasó además a formar parte del Consejo Privado, órgano que desempeñó las funciones de la regencia cuando, dos años más tarde, el monarca abandonó los Países Bajos para trasladarse a España. Lalaing se acercó al entorno de Margarita de Austria, que se había reconciliado con su sobrino, y entró a su servicio. Durante el Capítulo celebrado en Bruselas en 1516 fue nombrado caballero de la Orden del Toisón de Oro.
Nombrado caballero de honor, o sea, primer chambelán de Margarita, se convirtió en su responsable de finanzas (“chief et superintendant”) a partir de noviembre de 1520 —si bien no tomó posesión de sus cargos hasta mayo de 1523— y terminó convirtiéndose, además, en su mano derecha. Gobernador de Holanda, Zelanda y Frisia occidental (1522), así como de Utrecht (1530), desempeñó ambos cargos hasta su muerte, aunque permaneció alejado de estas regiones. Albacea testamentario del Emperador, en 1522 colaboró, además, en la elaboración de numerosos tratados, como el Tratado de Cambrai, firmado en 1529 con el rey de Francia. No marchó a España con el Rey, sino que continuó a su servicio en los Países Bajos, participando en el Consejo de Estado que se constituyó en 1531.
Frente a la protección que siempre le brindó Margarita de Austria, la nueva gobernadora de los Países Bajos, María de Hungría, siempre desconfió de él, pues juzgaba que su poder era excesivo. Durante los últimos diez años de su vida, prosiguió con su actividad de consejero y de gobernador, entrando a formar parte de un Consejo de Regencia (1538) designado por María, ausente del reino, hasta que falleció en Flandes.

## Obras
[diario de viaje], en L. P. Gachard (ed.), Collection des voyages des souverains des Pays-Bas, t. I, Bruxelles, Commission Royale d’Histoire, 1876
J. García Mercadal (ed.), “Antonio de Lalaing, señor de Montigny”, en Viajes de extranjeros por España y Portugal: desde los tiempos más remotos, hasta fines del siglo xvi, t. [I], Madrid, Aguilar, 1952, págs. 429-599.